# اگروخای
اگروخای (به لاتین: Egerukhay) یک منطقهٔ مسکونی در روسیه است که در شهرستان کوشخابلسکی واقع شده‌است. اگروخای ۱٬۶۳۵ نفر جمعیت دارد.